# Колядко, Татьяна Ивановна
Татьяна Ивановна Колядко (бел. Таццяна Іванаўна Калядка; род. Козловичи, Слуцкий район, Минская область, Белорусская ССР, СССР) — белорусский государственный деятель.

## Биография
Родилась 20 апреля 1961 года в агрогородке Козловичи. Её мать — медицинская сестра, отец — электрик. Летом она трудилась на сельхозработах, помогала на уборке урожая.
Окончила Минский государственный политехнический колледж по специальности «Прикладная математика», а позже дважды окончила Белорусский государственный экономический университет. Сперва получила высшее экономическое образование, затем — высшее юридическое.
Замуж вышла за военного, много путешествовала. За время брака успела побывать в разных городах Польши и России. После распада СССР семья переехала в Слуцк, где их дети окончили школу. Татьяна же начала строить карьеру на торговом предприятии: начинала инспектором по торговле, затем стала директором. Затем переехал в Минск. Там она пошла работать в администрацию Московского района. В администрации она успела проработать 11 лет. До назначения на должность главы района она была первым заместителем главы Московского района, курировала вопросы экономики, торговли, бытового обслуживания и общественного питания, заработной платы, инвестиций и другие.
15 октября 2019 года Президент Республики Беларусь Александр Лукашенко дал согласие на назначение Татьяны Колядко на должность главы администрации Московского района.

## Награды
- Медаль «За трудовые заслуги»[5].